# Букурешки мир 1886.
Букурешки мир је потписан између Србије и Бугарске 3. марта 1886. године у Букурешту (главом граду Румуније) и обиљежио је крај Српско-бугарског рата. Споразум је садржао само један члан у коме пише да је мир између зараћених страна обновљен. Мир је створио пут за политички императив по коме само бугарски принц може бити гувернер Источне Румијелије.
Букурешки мир је склопљен  после тромесечног рата, а непосредан повод за рат је било припајање Источне Румелије Бугарској која је тек била ослобођена од турске власти. Краљ Милан је тај чин сматрао нарушавањем равнотеже која је успостављена Берлинским конгресом. 
Српска војска је била слабије опремљена  и немотивисана за рат и доживела је пораз на Сливници, након чега су бугари заузели Пирот. Рат није донео никакве територијалне промене због тога што је Аустроугарска стала на страну Србије. Овај рат је још више ослабио позицију краља Милана Обреновића.